# Eugene Roshal
Eugene Roshal (en russe : Евгений Лазаревич Рошал, Ievguenii Lazarevitch Rochal), né le 10 mars 1972 à Tcheliabinsk, en Union soviétique, est un  développeur russe connu pour être l'auteur de :
- FAR, Gestionnaire de fichiers (1996–2000)
- RAR, Format de données (1993)
- WinRAR, Logiciel de compression de données

L'algorithme de compression RAR est officiellement détenu par son frère aîné Aleksandr car il « n'a pas le temps de se préoccuper à la fois de développement et de problèmes de droits d'auteur. »

## Source
- (en) Cet article est partiellement ou en totalité issu de l’article de Wikipédia en anglais intitulé « Eugene Roshal » (voir la liste des auteurs).